# Empoasca difficilis
Empoasca difficilis är en insektsart som beskrevs av González 1955. Empoasca difficilis ingår i släktet Empoasca och familjen dvärgstritar. Inga underarter finns listade i Catalogue of Life.